# امیلی استو
امیلی استو (انگلیسی: Emily Stowe؛ ۱ مهٔ ۱۸۳۱ – ۳۰ آوریل ۱۹۰۳) آموزگار، پزشک و فعال مدنی در زمینهٔ حقوق زنان و حق رأی اهل کانادا بود.
وی نخستین زنی بود که به‌عنوان پزشک در کانادا مشغول به کار شد و دومین پزشک زن دارای پروانهٔ طبابت در کانادا (پس از جنی کید تراوت) محسوب می‌شود. وی یکی از بنیان‌گذاران جنبش حق رأی زنان در کاناداست و کمک کرد تا نخستین دانشکدهٔ پزشکی برای زنان کانادا برپا شود.
دختر وی آگاستا استو-گالن نخستین زنی است که موفق به دریافت مدرک پزشکی از یک دانشکدهٔ پزشکی کانادایی گردید.